# Гуто-Мар'ятин
Гу́то-Мар'я́тин — село в Україні, у Народицькій селищній територіальній громаді Коростенського району Житомирської області. Населення становить 147 осіб (2001).

## Історія
У 1906 році — Мар'ятинська Гута Базарської волості Овруцького повіту Волинської губернії. Відстань від повітового міста 58 верст, від волості 8. Дворів 11, мешканців 61.
До 6 серпня 2015 року — адміністративний центр Гуто-Мар'ятинської сільської ради Народицького району Житомирської області.